# Tim Goditiabois
Tim Goditiabois (Zottegem, 9 februari 1978) is een Vlaams cabaretier die vooral bekend is als lid van cabaretgroep Ter Bescherming van de Jeugd, waarmee hij schrijft en acteert. Goditiabois is er ook gitarist en contrabassist.
Van 1992 tot 1997 was Goditiabois competitief wielrenner bij de jeugd. Hij behaalde een vijftal overwinningen en tientallen tweede plaatsen. Bij de juniores werd hij geselecteerd voor de nationale ploeg.
In 1996 schreef hij een boek over het leven als wielrenner: "Kotsen in Den Dender"
Sinds 2000 is Goditiabois cabaretier bij Ter Bescherming van de Jeugd.
In 2002 behaalden zij de halve finale van Cameretten, in 2007 de halve finale van Humorologie en ook in 2007 wonnen zij het CabareteSKE festival in Eindhoven. In 2008 won 'Ter Bescherming van de Jeugd' het Leids Cabaretfestival. 
In februari 2008 wonnen ze de jury- en publieksprijs van het Leids Cabaretfestival en het Utrechts Cabaret Festival.